# Dioscoro (grammatico)
Dioscoro (latino: Dioscorus o Dioscorius; greco: Dioscorides; Myra, ... – ...; fl. 467-489) è stato un grammatico e politico bizantino.

## Biografia
Nacque a Myra, in Licia, ed era fratello del sofista Nicola di Myra. A Costantinopoli esercitò la professione di grammatico, venendo incaricato dall'imperatore Leone I (457-474) di curare l'educazione delle sue figlie.
Prima del 467 esercitò la carica di praefectus urbi di Costantinopoli: in quell'anno declamò un panegirico in onore degli imperatori Leone e Antemio. La sua carriera politica continuò con la nomina a prefetto del pretorio d'Oriente per due volte: la prima tra il 472 e il 475, la seconda nel 489.
L'enciclopedia bizantina Suda lo fa console e patricius; poiché, però, difficilmente potrebbe essere il Flavio Dioscoro console nel 442, è possibile che il suo sia stato un consolato onorario, o che l'estensore della Suda l'abbia confuso con il console.